# 디아두메니아누스

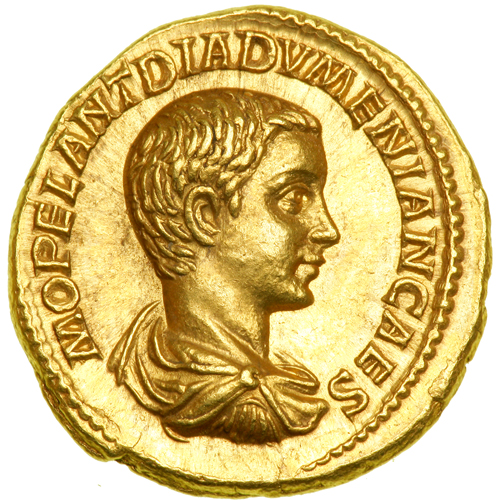

디아두메니아누스(Diadumenian, /daɪˌædʊˈmiːniən/ dy-AD-uu-MEE-nee-ən; 라틴어: Marcus Opellius Antoninus Diadumenianus; 208년 9월 14일 – 218년 6월)는 로마 황제 마크리누스의 아들이었으며 짧은 기간 동안 그의 공동 통치자로 재직했다. 그의 어머니는 히스토리아 아우구스타의 저자가 지어낸 이름인 노니아 셀사(Nonia Celsa)였다. 디아두메니아누스는 그의 아버지가 제국의 왕좌에 오른 직후인 217년 5월에 황제가 되었다. 머지 않아 사망한 카라칼라 황제의 친척인 엘라가발루스가 이듬해 5월에 반란을 일으켜 디아두메니안이 공동 황제로 승격되었다. 마크리누스가 218년 6월 8일 안티오크 전투에서 패배한 후, 디아두메니아누스는 그의 안전을 보장하기 위해 파르티아의 아르타바누스 4세의 궁정으로 보내졌다. 그러나 그는 도중에 체포되어 처형되었다. 그의 죽음과 그의 아버지의 죽음 이후 상원은 둘 다 로마의 적이라고 선언하고 기록에서 이름을 삭제하고 이미지를 파괴했다.